# Shenandoah Shores
 (mars 2025).
Pour les articles homonymes, voir Shenandoah.
Shenandoah Shores est une census-designated place située dans le comté de Warren, dans l’État de Virginie, aux États-Unis. Lors du recensement de 2020, elle comptait 1 112 habitants.